# 肾上腺素
腎上腺素（INN：epinephrine，BAN：adrenaline）简称副肾，是由肾上腺髓质及某些中枢神经系统的神经元分泌的激素或神经递质，属于一种儿茶酚胺的单胺类化合物。在应激状态、内脏神经刺激和低血糖等情况下，释放入血液循环，促进糖原分解并升高血糖、促进脂肪分解、引起全身血管收缩、胃肠道松弛，以及刺激心脏、引起心率加快、扩张支气管和脑血管。
腎上腺素化学名为 L-3,4-二羟基-alpha-((甲氨基)甲基)苄醇，也可作为一種藥物，應用於治療多項疾病，包含全身性過敏反應、心脏衰竭、心搏停止，以及抑制皮表出血、延缓局部麻醉药物的吸收等等，吸入式的腎上腺素有時會被用於改善義膜性喉炎的症狀。另外當哮喘的第一線治療皆無效時，也可能會考慮使用腎上腺素。由於口服腎上腺素會迅速被降解而失效，因此須從靜脈、肌肉，或皮下注射給藥。也可以吸入的方式給予藥物。
常見的副作用包括眩暈、焦慮和盜汗。心跳過快和高血壓也可能發生，偶爾也會導致心律不整。雖然此藥物在懷孕以及哺乳使用的風險還未釐清，但對母親的害处還是必須納入考慮。
腎上腺素通常由腎上腺和特定神經分泌。腎上腺素在戰鬥或逃跑反應中扮演了非常重要的角色，能增加到肌肉的血流量、心輸出量、促使瞳孔放大和血糖上升 。主要是由於腎上腺素作用在α和β接受器上。腎上腺素在許多動物以及某些單細胞生物上也找得到。
高峰讓吉在1901年首次分離出腎上腺素。此後，腎上腺素被列入世界衛生组織基本藥物標準清單之中，為基礎醫療中的必備藥物。本藥物現在為通用名藥物，一小罐的售價區間約為0.10至0.95美金之間. 。而治療全身性過敏反應的自動注射器價錢在2015年則約為100元美金。

## 醫療用途

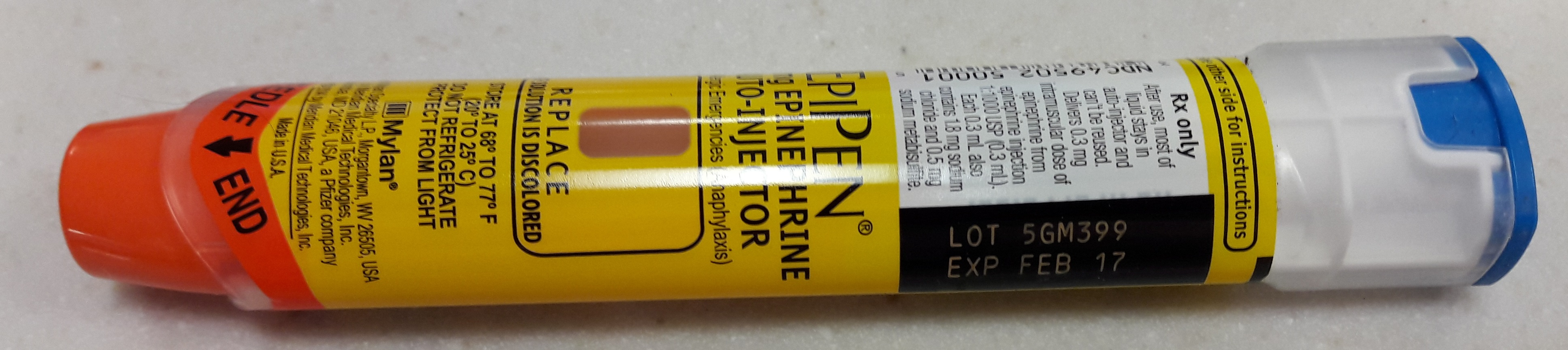
常見的一型攜帶型腎上腺素自動注射器(Epipen)，它經常用於過敏休克，心跳停止等的急救。

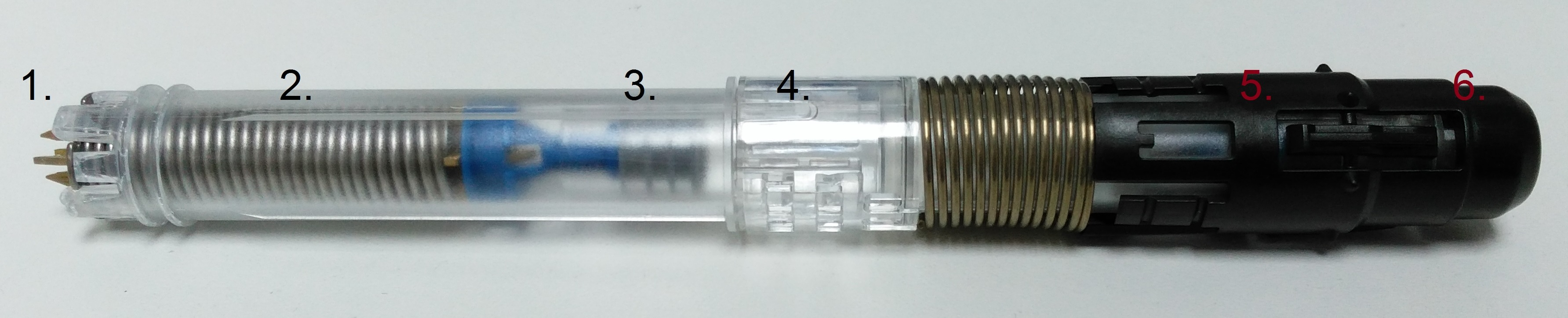
另一種攜帶型腎上腺素自動注射器的內部設計1。四個閂柱用於固定柱塞。 2.裝載的彈簧，驅動柱塞和針（向右）。 3.柱塞。 4.腎上腺素溶液。 5.外體。 向上縮回（左）露出針頭並觸發閂鎖機構。 後來彈回使用後蓋住針。 6.當將其壓在皮膚上時，針通過保護屏障射出。

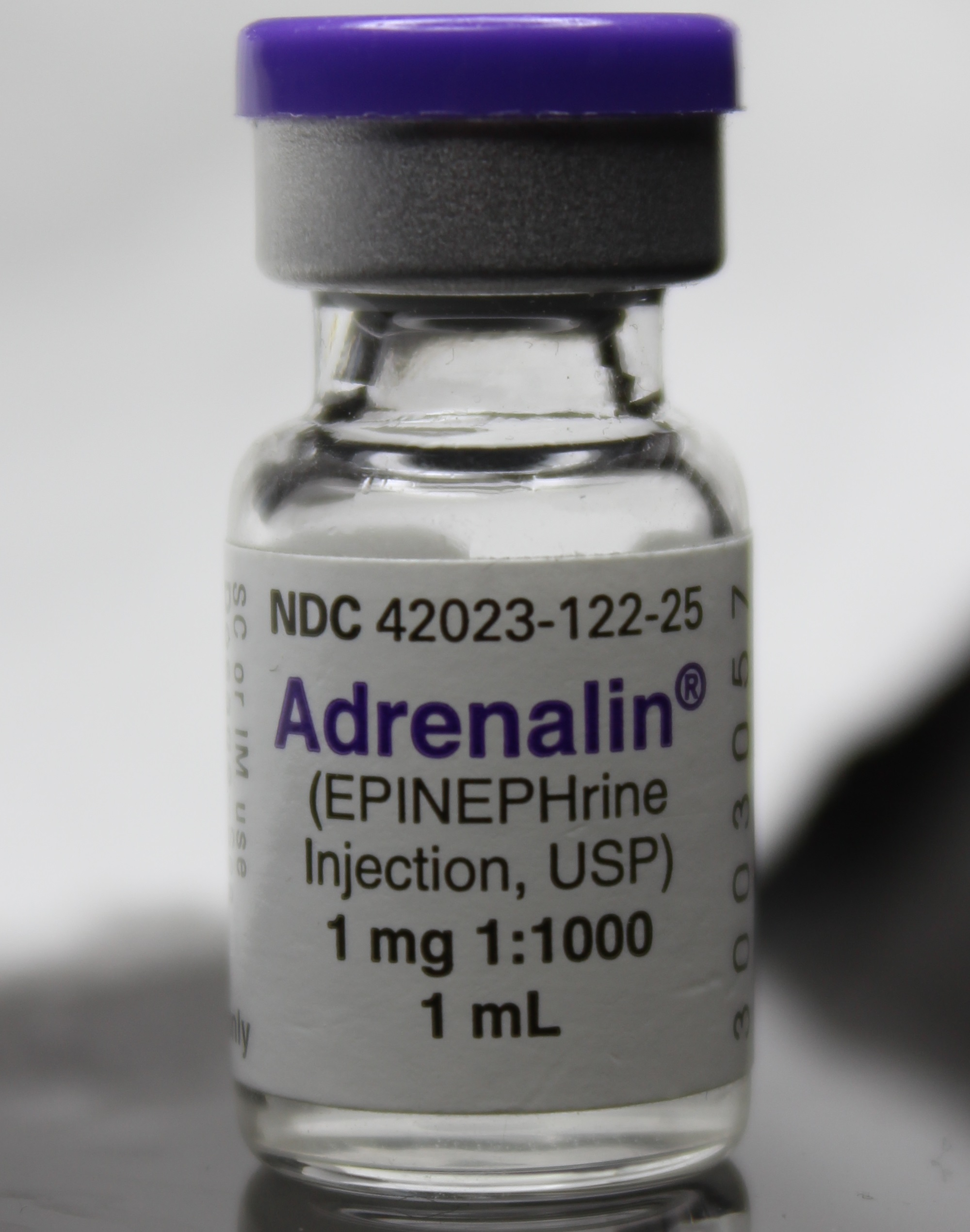
毫克裝小瓶腎上腺素。

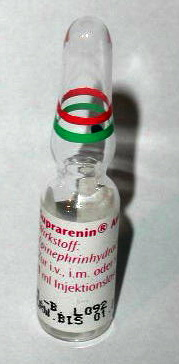
毫克裝安瓿腎上腺素。

腎上腺素用於治療多種病症，包括：心臟驟停、严重过敏反应和利用其血管收縮功能以阻止表淺性出血。以往曾用肾上腺素治療哮喘和低血糖，但是目前治療哮喘會優先選擇對β2腎上腺素受體具有選擇性的藥物，如沙丁胺醇。

### 心臟驟停
雖然腎上腺素通常用於治療心臟驟停，但尚未顯示在身體恢復後，能改善病人的長期存活率或腦部的功能。但它確實改善或恢復了自主的體循環。

### 過敏性休克反應
使用不同劑量，不同強度和不同的給藥途徑，腎上腺素是治療過敏性休克反應的首選藥物。
常用的腎上腺素自動注射器含有0.3毫克腎上腺素注射液（0.3mL, 1:1000），用於緊急處理過敏性休克反應。並且包括對蜇傷、造影劑、藥物、食物或已知具有過敏反應史的人的緊急治療。建議對體重30公斤或以上的人使用單次劑量(0.3毫克)，如有必要可重複使用。兒童可使用較低劑量的產品。

#### 腎上腺素自動注射器
2016年8月，米蘭製藥公司將性命危急時可發揮關鍵救命作用的攜帶型EpiPen自動注射器價格，由100美元上漲至500美元，引起患者與家屬強烈抗議。一位好萊塢女星因兒子患有致命性的嚴重食物過敏，為了預防萬一，長期以來她與兒子都隨時各自隨身攜帶EpiPen自動注射器。她表示，過去10年來，眼看著這款藥品的價格不斷上漲，但成分與包裝其實都沒有改變。

### 哮喘
如果特異性β2激動劑不能使用或無效時，腎上腺素也用作哮喘的支氣管擴張劑。當通過皮下或肌內途徑用於哮喘時，適當的劑量為0.3毫克至0.5毫克。

### 哮吼
外消旋腎上腺素歷來被用於治療哮吼，但是常規腎上腺素的效果同樣好。外消旋腎上腺素是腎上腺素右旋(D)和左旋(L)異構體的1:1混合物，L型是活性部分。外消旋腎上腺素通過刺激氣道中的α腎上腺素受體起作用，產生粘膜血管收縮和降低聲門下水腫，以及通過刺激β腎上腺素受體，導致支氣管平滑肌鬆弛。

### 局部麻醉劑
腎上腺素加入到許多局部麻醉藥（例如布比卡因和利多卡因）的注射液中，作為血管收縮劑以減緩吸收，使麻醉劑的作用時間得以延長。由於腎上腺素具血管收縮能力，故在局部麻醉中使用腎上腺素也有助減低患者在小手術期間的總失血量。使用局部麻醉的不良作用，例如憂慮、心動過速和震顫，可能由腎上腺素引起。腎上腺素經常與牙科和脊髓麻醉劑組合，並且當他們在半睡眠狀態麻醉而不能移動或說話時，可能會在易感患者中引起驚恐發作（Panic attacks）。目前對於需要使用有外周血管收縮劑的牙科局部麻醉劑中，人的最大推薦日劑量為10微克/磅總體重。
腎上腺素與可卡因混合形成莫菲特氏溶液，用於鼻腔手術。

## 不良反應
腎上腺素的不良反應包括心悸，心跳過速，心律不整，焦慮，恐慌發作，頭痛，震顫，高血壓和急性肺水腫。

## 生理效應
腎上腺髓質是總循環中兒茶酚胺的貢獻者（腎上腺素，去甲腎上腺素和多巴胺，左旋多巴胺在血漿中處於較高濃度），其貢獻了超過90％的腎上腺素。在其他組織中也發現少量腎上腺素，主要在分散的嗜鉻細胞中。腎上腺切除術後，腎上腺素在血液的檢驗下限中消失。
腎上腺貢獻約7％的循環去甲腎上腺素，其中大部分是神經傳遞中溢出，作為激素其活性很小。藥理劑量的腎上腺素刺激交感神經系統的α1，α2，β1，β2和β3腎上腺素受體。交感神經受體基於它們對腎上腺素的反應被歸類為腎上腺素類。
術語上的「腎上腺素」通常會被曲解，因為主要的交感神經遞質是去甲腎上腺素，而非腎上腺素，此事由奧伊勒於1946年發現。
腎上腺素確實具有β2腎上腺素介導受體，對代謝和呼吸道有影響。但是沒有從交感神經節到呼吸道的神經元直接連接。
腎上腺髓質和交感神經系統參與「戰鬥或逃跑反應」和驚嚇反應這個概念，最初是由沃爾特佳能提出。但腎上腺髓質與腎上腺皮質相反，不是生存所必需。腎上腺切除術後患者對受刺激後的血液動力學和代謝反應，如低血糖和運動仍保持正常。

### 運動
運動是使腎上腺素分泌的一種生理刺激。第一次證明是使用貓的去神經支配的瞳孔來測定，後來使用尿液樣品的生物測定法確認。1950年公佈了生物化學方法用於測量血漿中兒茶酚胺。雖然使用熒光測定法測量總兒茶酚胺濃度已經發表了許多寶貴的作法，但該方法用以準確地測定血漿中非常少量的腎上腺素有過於非特異性和不敏感的問題。提取方法和酶同位素衍生物放射性酶測定(REA)的發展將分析轉化為靈敏度1皮克的腎上腺素。早期REA血漿測定表明，腎上腺素和總兒茶酚胺在運動後期上升，主要是在無氧代謝開始時。
運動期間腎上腺素血中濃度升高，部分由於來自腎上腺髓質的分泌增加，以及部分由於肝血流減少而引起腎上腺素在肝中的代謝減少。腎上腺素的輸注在休息的受試者，重現腎上腺素的運動循環濃度上，幾乎沒有血流動力學的影響，除了小的β2-介導的舒張壓下降。腎上腺素的輸注在生理範圍內，抑制人的氣管高反應性，足以拮抗吸入組職胺造成的氣管收縮效應。
1887年，格羅斯曼指出對心跳加速神經的刺激逆轉了毒蕈鹼誘導的氣道收縮，知道交感神經系統和肺之間的關係。傑克遜說明了，通過從腎上腺髓質釋放的腎上腺素，使支氣管收縮發生逆轉。在正常受試者中運動誘導進行性氣道擴張與工作負荷相關並且不被β受體阻滯劑阻止。隨著運動的增加使氣道進行性擴張，是由迷走神經調解。正常受試者運動後由普萘洛爾β受體阻滯劑導致氣道阻力反彈，同時造成支氣管收縮，引起運動誘導的哮喘。運動期間減少氣道阻力，減少了呼吸的工作量。

### 情緒反應
每個情緒反應都有一個行為組成部分，自主成分和激素成分。激素成分包括腎上腺素的釋放，腎上腺髓質反應發生於反應壓力，並且由交感神經系統控制。有關於腎上腺素的主要情感研究是恐懼。在恐怖電影實驗中，與對照組相比，注射腎上腺素的受試者表現出更負面和更少的陽性面部表情。從影片和對照組受試者相比，這些受試者有更強烈的恐懼和更大的負面記憶。這項研究的結果表明，在負面情緒和腎上腺素水平之間有學習關聯。總體而言更大量的腎上腺素與具有負面情緒的喚醒狀態呈正相關。這些發現部分可歸因於腎上腺素引起生理性交感反應的作用，包括心率的增加和膝部搖動，這可以造成對恐懼的感覺，而不管從影片中引起的恐懼的實際水平。

### 記憶
已經發現腎上腺素激素類，例如腎上腺素，可以產生人類長期記憶的逆行性增強。由於情緒壓力導致腎上腺素釋放，這是內源性腎上腺素，可以調節對某事件的記憶的鞏固，確保記憶力，這對記憶是重要的。學習後腎上腺素活性也與覺醒與初始編碼關聯的程度相互作用。有證據表明腎上腺素確實有長期壓力適應和情緒記憶編碼的作用。在特定病理條件下腎上腺素也可以在升高覺醒和恐懼的記憶中起作用，包括創傷後心理壓力緊張症候群。總的來說在動物和人類受試者中喚起情感記憶的任務中，廣泛的證據表明由腎上腺素調節與鞏固記憶。研究還發現涉及腎上腺素的識別記憶依賴於β腎上腺素受體的機制。腎上腺素不容易穿過血腦屏障，因此其對記憶鞏固的影響至少部分由周邊β腎上腺素受體引發。研究發現索他洛爾(sotalol)，一種β腎上腺素受體拮抗劑，也不容易進入大腦，阻止腎上腺素在周邊的記憶增強效果。這些發現表明，在腎上腺素對記憶的鞏固效果上，β腎上腺素受體是必需的。

## 歷史
腎上腺的提取物首先由波蘭生理學家拿破崙齊布爾斯基在1895年獲得。美國眼科醫生威廉·貝茨在1896年4月20日之前發現腎上腺素在眼科手術中收斂和止血性質的用法。1901年，日本科學家高峰讓吉首先發現、完成世界最初的腎上腺素結晶化。腎上腺素首先在1904年由弗里德里希·斯托爾茲和亨利·萊斯戴爾·達金獨立地在實驗室中合成。

## 生物合成和調節
在化學術語中，腎上腺素是稱為兒茶酚胺一類的單胺之一。它在中樞神經系統的一些神經元中產生，並且在腎上腺髓質的嗜鉻細胞中由苯丙氨酸和酪氨酸兩類氨基酸產生。
腎上腺素在腎上腺的髓質中在酶途徑中合成，其將酪氨酸轉化為一系列中間體最終形成腎上腺素。酪氨酸首先被氧化成左多巴，隨後脫羧得到多巴胺。氧化產生去甲腎上腺素。腎上腺素生物合成的最後一步是去甲腎上腺素的伯胺的甲基化。

苯乙胺與安非他命的結構通式

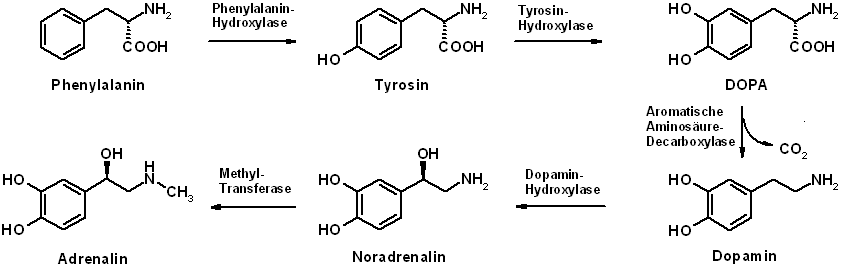
腎上腺素的生物合成涉及一系列酶反應。

### 調節
腎上腺素釋放的主要生理觸發因素集中在壓力，如物理刺激，興奮，噪音，亮燈和高溫環境。所有這些刺激在中樞神經系統中加工。腦下垂體分泌促腎上腺皮質激素（ACTH）和交感神經系統通過增強酪氨酸羥化酶和多巴胺β-羥化酶的活性來刺激腎上腺素前體的合成，即參與兒茶酚胺合成的兩個關鍵酶。促腎上腺皮質激素還刺激腎上腺皮質釋放皮質醇，這增加了嗜鉻細胞中苯乙醇胺N-甲基轉移酶的表達，增強腎上腺素的合成。這通常是為了應對壓力。交感神經系統，通過內臟神經作用於腎上腺髓質，刺激腎上腺素的釋放。這些神經的前節交感神經纖維釋放的乙醯膽鹼作用於菸鹼乙醯膽鹼受體，引起細胞去極化和鈣通過電壓門控鈣通道流入。鈣離子觸發嗜鉻粒細胞的胞吐作用，從而釋放腎上腺素（和去甲腎上腺素）到血液中。
不像許多其他激素，腎上腺素（與其他兒茶酚胺類激素）不以施加負反饋調節自身的合成。異常升高的腎上腺素水平可以在各種條件下發生，例如腎上腺素藥物，嗜鉻細胞瘤和交感神經節的其他腫瘤。
腎上腺素的作用經過重攝取到神經末梢末端，和通過單胺氧化酶和兒茶酚-O-甲基轉移酶的代謝而終止。

## 作用
| 器官   | 效果               |
| ------ | ------------------ |
| 心     | 增加心率           |
| 肺     | 提高呼吸頻率       |
| 系統性 | 血管收縮和血管舒張 |
| 肝     | 刺激糖原分解       |
| 系統性 | 觸發脂解           |
| 系統性 | 肌肉收縮           |

作為激素，腎上腺素作用於幾乎所有的身體組織。其作用因組織類型而異和腎上腺素能受體對組織的表達。例如，高量的腎上腺素引起氣道中的平滑肌鬆弛，但引起大多數小動脈平滑肌收縮。

### 心脏
- 肾上腺素的一般作用是使心脏收缩力上升、兴奋性增高、传导加速，心输出量增多。
- 药物上，肾上腺素在心脏停止时用来刺激心脏，作用于心肌、传导系统和窦房结的β1受体，加强心肌收缩性，加速传导，加速心率，提高心肌的兴奋性。对离体心肌的β作用特征是加速收缩性发展的速率（正性缩率作用，positive klinotropic effect）。由于心肌收缩性增加，心率加快，故心输出量增加。肾上腺素又能舒张冠状血管，改善心肌的血液供应，且作用迅速，是一个强效的心脏兴奋药。其不利的一面是提高心肌代谢，使心肌氧耗量增加，加上心肌兴奋性提高，如剂量大或静脉注射快，可引起心律失常，出现期前收缩，甚至引起心室纤颤。

对全身各部分血管的作用，不仅有作用强弱的不同，而且还有收缩或舒张的不同。对皮肤、粘膜和内脏（如肾脏）的血管呈现收缩作用；对冠状动脉和骨骼肌血管呈现扩张作用等。由于它能直接作用于冠状血管引起血管扩张，改善心脏供血，因此是一种作用快而强的强心药。
血管肾上腺素主要作用于小动脉及毛细血管前括约肌，因为这些小血管壁的肾上腺素受体密度高；而静脉和大动脉的肾上腺素受体密度低，故作用较弱。此外，体内各部位血管的肾上腺素受体的种类和密度各不相同，所以肾上腺素对各部位血管的效应也不一致，以皮肤粘膜血管收缩为最强烈；内脏血管，尤其是肾血管，也显著收缩；对脑和肺血管收缩作用十分微弱，有时由于血压升高而被动地舒张；骨骼肌血管的β2受体占优势，故呈舒张作用；也能舒张冠状血管，机制见去甲肾上腺素。

### 血压
血压在皮下注射治疗量（0.5～1mg）或低浓度静脉滴注（每分钟滴入10μg）时，由于心脏兴奋，心输出量增加，故收缩压升高；由于骨骼肌血管舒张作用对血压的影响，抵消或超过了皮肤粘膜血管收缩作用的影响，故舒张压不变或下降；此时身体各部位血液重新分配，使更适合于紧急状态下机体能量供应的需要。较大剂量静脉注射时，收缩压和舒张压均升高。此外，肾上腺素尚能作用于邻肾小球细胞（juxtaglomerular cells）的β1受体，促进肾素的分泌。

### 气管
- 哮喘时扩张气管。

松弛支气管平滑肌及解除支气管平滑肌痉挛,可以缓解呼吸困难。能激动支气管平滑肌的β2受体，发挥强大舒张作用。并能抑制肥大细胞释放过敏性物质如組織胺等，还可使支气管粘膜血管收缩，降低毛细血管的通透性，有利于消除支气管粘膜水肿。

### 代谢
- 能提高机体代谢，治疗量下，可使耗氧量升高20%～30%，在人体，由于α受体和β2受体的激动都可能致肝糖原分解，而肾上腺素兼具α、β作用，故其升高血糖作用较去甲肾上腺素显著。尚无证据表明肾上腺素与脂肪分解有关。

## 社會和文化

### 費用
發展中國家腎上腺素的批發成本在每瓶0.10至0.95美元之間。

### 名稱
腎上腺素的名稱包括腎上腺素、博斯明和β,3,4-三羥基-N-甲基苯乙胺。

### 商品形式
- 腎上腺素可使用自動注射器系統，如EpiPen自動注射器。

- 在美國銷售的腎上腺計量吸入器，用於緩解支氣管哮喘。

### 腎上腺素癮君子
腎上腺素癮君子指的是“不考慮身體，社會，法律或財務風險”去“追求新穎和強烈的經驗行為的人。這些活動包括極端和危險的運動，濫用藥物，不安全的性行為和犯罪。該術語源自在生理應激反應期間腎上腺素在血液中濃度的增加。這種腎上腺素的循環濃度的增加是繼發於支配腎上腺髓質的交感神經的活化，这种活化迅速並且不出现於已經移除掉腎上腺的動物中。單獨的腎上腺素輸注確實增加了警覺性，並且在大腦中具有作用，包括增強記憶。

### 力量
通常在發生危機時期，腎上腺素與強大的力量及增強的反應能力有關。